# Асаль
Асаль или Ассаль (араб. بحيرة عسل‎; устар.: Ассал, Азал) — кратерное озеро в центральной части Джибути, расположено в Афарской котловине на 155 м ниже уровня моря, это самая низкая точка Африки и самое крупное солёное озеро Джибути.

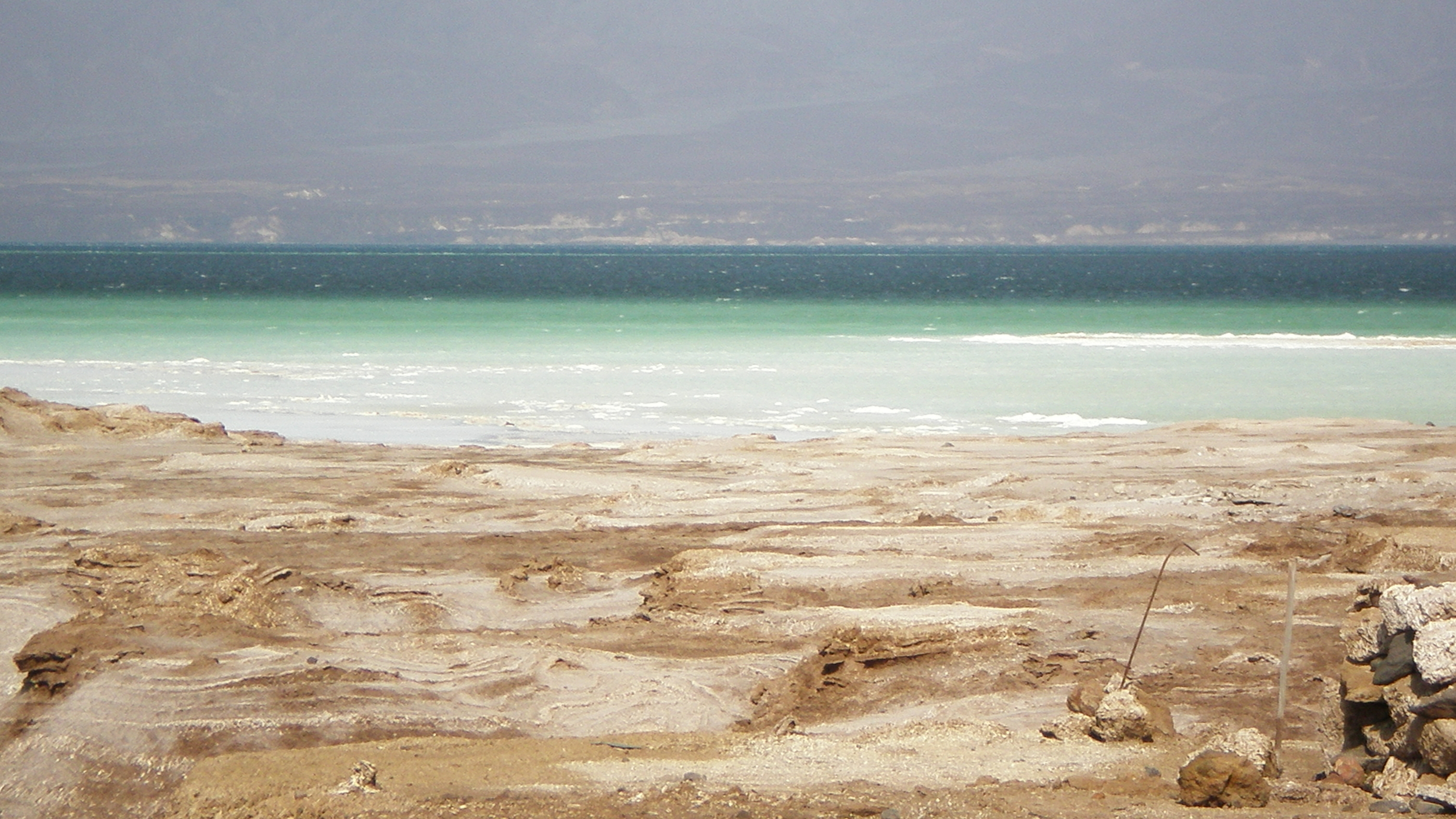
Вид на озеро Асаль в 2007 году

Солёность озера составляет около 400 ‰. Это связано с тем, что у озера нет стока, вода испаряется в жаркую погоду.
Объём воды — 0,4 км³. Площадь поверхности — 54 км². Площадь водосборного бассейна — 900 км².
Примерно в пяти километрах юго-восточнее озера Асаль располагается бухта Губбет-Хараб, представляющая собой обособленное окончание залива Таджура на востоке Аденского залива Аравийского моря. Рядом с водоёмом расположен вулкан Ардукоба.